# Anatoli Ravikovitch
Anatoli Iourievitch Ravikovitch (en russe : Анатолий Юрьевич Равикович) est un acteur soviétique et russe né le 24 décembre 1936 à Léningrad (URSS) et mort le 8 avril 2012 à Saint-Pétersbourg (Russie).

## Biographie
Anatoli Ravikovitch naît et grandit à Léningrad. En 1954, il entre à l'Institut de théâtre Nikolaï Ostrovski de Leningrad. Diplômé en 1958, il commence à travailler au théâtre d'art dramatique de Komsomolsk-sur-l'Amour qu'il quitte en 1961 pour le théâtre expérimental de Volgograd. En 1962, il devient acteur du Théâtre Lensoviet. À partir de 1988, Ravikovitch travaille au théâtre de  Saint-Pétersbourg Nikolaï Akimov. 
Sa carrière au cinéma commence en 1966, sous la direction d'Anatoli Granik, dans le film Sur la rive sauvage (На диком бреге) adapté du livre de Boris Polevoï. Mais la vraie célébrité lui vient avec le film culte de Mikhaïl Kozakov La Porte Pokrovski (1982), adapté de la pièce de Leonid Zorine. On le voit dans The Hobbit, un téléfilm de fantasy soviétique de Vladimir Latychev diffusé en 1985, inspiré du livre Le Hobbit de J. R. R. Tolkien. En 1989, il incarne le célèbre détective Hercule Poirot dans Zagadka Endkhauza adapté du roman La Maison du péril d'Agatha Christie, réalisé par Vadim Derbeniov,. À la télévision, il apparaît à trois reprises sous les traits du cardinal Mazarin, dans les films de Gueorgui Jungwald-Khilkevitch : Les Mousquetaires vingt ans plus tard (1992), Le Secret de la reine Anne ou les Mousquetaires trente ans plus tard (1993) Les Trésors du cardinal Mazarin ou le Retour des Mousquetaires (2007).
Il meurt le 8 avril 2012 à Saint-Pétersbourg d'une insuffisance cardiaque. 
L'artiste est inhumé dans la parcelle du cimetière Volkovo surnommée la passerelle des écrivains.

## Vie privée
Anatoli Ravikovitch est marié à l'actrice Irina Mazourkevitch depuis 1980. Ensemble ils ont une fille Elisabeth née en 1981.

## Filmographie

### Cinéma
- 1981 : Raspoutine, l'agonie (Агония) d'Elem Klimov : solliciteur
- 1982 : La Porte Pokrovski de Mikhaïl Kozakov : Khobotov
- 1983 : La Blonde au coin de la rue de Vladimir Bortko : le vendeur
- 1984 : Prokhindiada, ili beg na meste de Viktor Tregoubovitch
- 1984 : Osenniy podarok fey de Vladimir Bytchkov
- 1988 : Taïna zolotogo bregeta de Valeri Mikhaïlovski
- 1988 : Le Balcon (Balkon) de Kalykbek Salykov
- 1989 : Zagadka Endkhauza de Vadim Derbenyov : Hercule Poirot
- 1990 : Provintsialnyy anekdot, court métrage de Natalia Kirakozova
- 1991 : Prival strannikov d'Alexandre Blank : Minia Mossine
- 1992 : Vremya vashey jizni d'Oleg Fomine
- 1992 : Taïna villy de Youri Jarikov
- 1992 : Sem sorok d'Alexandre Yeremeyev
- 1993 : Superman malgré lui, ou Mutant érotique (Supermen ponevole ili eroticheskiy mutant) de Nikita Djigourda : commercial
- 1993 : Greshnitsa v maske de Svetlana Ilyinskaya : Fischer

- 1993 : Strasti po Anjelike d'Alexandre Polynnikov : Blum
- 1993 : Pistolet s glushitelem de Valentin Khovenko
- 1993 : Pchyolka d'Alexandre Sorokine
- 1994 : Faucille et marteau (Серп и молот, Serp i molot) de Sergueï Livnev : professeur
- 1994 : La Rançon (Vykup) de Vladimir Balkachinov : Srul Sudaker
- 1997 : Khippiniada abo materik kokhannya d'Andreï Benkendorf
- 1997 : Istoriya pro Richarda, milorda i prekrasnuyu jar-ptitsu de Nino Akhvlediani : Roublik

### Télévision
- 1982 : La Porte Pokrovski (Pokrovskie vorota)  de Mikhaïl Kozakov : Lev Khobotov
- 1985 : Le Fabuleux voyage de monsieur Bilbon Sacquet, le Hobbit (Сказочное путешествие мистера Бильбо Беггинса Хоббита) de Vladimir Latychev : Thorin
- 1986 : La Belle Hélène (Prekrasnaya Elena) d'Oleg Ryabokon : Menelay
- 1988 : Primorskiy bulvar d'Alexandre Polynnikov : un scénariste, père de Lena et Dacha
- 1989 : Vaska (Васька) de Viktor Titov : Loboda
- 1992 : Les Mousquetaires vingt ans plus tard (en) (Мушкетёры двадцать лет спустя, Mushketyory 20 let spustya) de Gueorgui Jungwald-Khilkevitch : le cardinal Mazarin
- 1993 : Le Secret de la reine Anne, ou les mousquetaires, trente ans après (Тайна королевы Анны, или Мушкетёры тридцать лет спустя, Taïna korolevy Anny ili mushketyory 30 let spustya) de Gueorgui Jungwald-Khilkevitch : le cardinal Jules Mazarin
- 2003 : Tartarin de Tarascon de Dmitri Astrakhan : Tartarin
- 2007 : Les Trésors du cardinal Mazarin ou le Retour des Mousquetaires (Возвращение мушкетёров, или Сокровища кардинала Мазарини, Vozvrashchenie mushketyorov, ili Sokrovishcha kardinala Mazarini) de Gueorgui Jungwald-Khilkevitch : le cardinal Jules Mazarin

## Distinctions
- artiste émérite de la RSFSR : 1973
- artiste du Peuple de la RSFSR : 1988
- Ordre de l'Honneur : 2004
- Ordre de l'Amitié : 2009